# Lysmata intermedia
Lysmata intermedia är en kräftdjursart som först beskrevs av Kingsley 1878.  Lysmata intermedia ingår i släktet Lysmata och familjen Hippolytidae. Inga underarter finns listade i Catalogue of Life.